# Listă de filme sovietice din 1954
- Filme sovietice din: 1953 — 1954 — 1955

Aceasta este o listă de filme produse în Uniunea Sovietică în 1954.
| Titlu                       | Titlu original               | Regizor                       | Distribuție                                                          | Gen                     | Note        |
| --------------------------- | ---------------------------- | ----------------------------- | -------------------------------------------------------------------- | ----------------------- | ----------- |
| 1954                        |                              |                               |                                                                      |                         |             |
| Agentul Nr. 13              | Об этом забывать нельзя      | Leonid Lukov                  | Serghei Bondarciuk, Lidiia Smirnova, Olga Jizneva, Veaceslav Tihonov |                         |             |
| Boris Godunov               | Boris Godunov                | Vera Stroeva                  | Aleksandr Pirogov, Nikandr Hanaev, Gheorghi Nelepp                   | film de operă, dramatic |             |
| Chibritul suedez            | Шведская спичка              | Konstantin Iudin              | Alexei Gribov, Andrei Popov, Mihail Ianșin                           |                         |             |
| Copiii partizanului         | Дети партизана               | Nikolai Figurovski, Lev Golub | Viktor Komissarov, Natalia Zașcipina, Pavel Volkov                   | film de aventuri        | Belarusfilm |
| Destinul Marinei Vlasenko   | Судьба Марины                |                               |                                                                      |                         |             |
| Echipa de pe strada noastră | Команда с нашей улицы        |                               |                                                                      |                         |             |
| Încercarea fidelității      | Испытание верности           |                               |                                                                      |                         |             |
| Libelula                    | Стрекоза                     |                               |                                                                      |                         |             |
| Ne-am întâlnit undeva       | Мы с вами где-то встречались |                               |                                                                      |                         |             |
| Ordinul Anna                | Анна на шее                  |                               |                                                                      |                         |             |
| Poveste din pădure          | Poveste din pădure           |                               |                                                                      |                         |             |
| Romeo și Julieta            | Ромео и Джульетта            | Leo Arnștam                   | Galina Ulanova, Iuri Timofeevici                                     | film-balet              |             |